# Powiat turczański
Powiat turczański – powiat województwa stanisławowskiego II Rzeczypospolitej. Jego siedzibą było miasto Turka.
17 kwietnia 1931 został wyłączony z województwa stanisławowskiego i włączony do województwa lwowskiego. Rozporządzeniem Rady Ministrów z dnia 7 stycznia 1932 zniesiono powiat starosamborski z dniem 1 kwietnia 1932, a część jego terytorium włączono do powiatu turczańskiego.
1 sierpnia 1934 dokonano nowego podziału powiatu na gminy wiejskie.
Po wojnie powiat wszedł w skład ZSRR, oprócz południowo-zachodniej części gminy Tarnawa Niżna i północno-zachodniego skrawka gminy Sianki, które pozostały w Polsce. W 1951, w ramach umowy o zmianie granic, do Polski powróciła także część obszaru dawnej gminy Łomna oraz skrawek dawnej gminy Ławrów.

## Starostowie
- Roman Frankowski (– 31 marca 1925)[5]
- Roman Cwierzewicz (1925-)[6]
- Eugeniusz Doboszyński (–1936)[7][8][9]
- Izydor Wagner (1936 –)
- Ludwik Schreiber (1939)[10]

## Gminy wiejskie w 1934
- Borynia
- Jasionka Masiowa
- Komarniki
- Ławrów
- Łomna
- Matków
- Rozłucz
- Sianki
- Strzyłki
- Tarnawa Niżna
- Turka
- Wysocko Wyżne
- Zawadka

## Miasta
- Turka

## Gminy jednostkowe do 1934
Przed włączeniem gmin ze zniesionego powiatu starosamborskiego 1 kwietnia 1932 (74 jednostki, w tym jedno miasto):
- Bachnowate, Beniowa, Bereżek, Boberka, Borynia, Bukowiec, Butelka Niżna, Butelka Wyżna, Butla, Chaszczów, Dniestrzyk Dębowy, Dniestrzyk Hołowiecki, Dołżki, Dydiowa, Dźwiniacz Górny, Gwoździec, Hnyła, Hołowsko, Husne Niżne, Husne Wyżne, Ilnik, Isaje, Iwaszkowce, Jabłonka Niżna, Jabłonka Wyżna, Jabłonów, Jasienica Zamkowa, Jasionka Masiowa, Jasionka Steciowa, Jawora, Jaworów, Komarniki, Kondratów, Krasne, Krywe, Krywka, Libuchora, Lipie, Łokieć, Łomna, Łopuszanka Lechniowa, Łosiniec, Matków, Michniowiec, Mielniczne, Mochnate, Mołdawsko, Myta, Przysłup, Radycz, Rosochacz, Rozłucz, Ryków, Rypiany, Sianki, Smereczka, Sokoliki, Suchy Potok, Szandrowiec, Szumiacz, Świdnik, Tarnawa Niżna, Tarnawa Wyżna, Tureczki Niżne, Tureczki Wyżne, Turka (m), Wołcze, Wołosianka Mała, Wołosianka Wielka, Wysocko Niżne, Wysocko Wyżne, Zadzielsko, Zawadka i Żukotyn.

Gminy przyłączone do powiatu turczańskiego z obszaru zniesionego powiatu starosamborskiego 1 kwietnia 1932 (25 jednostek):
- Busowisko, Bystre, Gałówka, Grąziowa, Hołowiecko, Lenina Mała, Lenina Wielka, Ławrów, Łopuszanka Chomina, Łużek Górny, Mszaniec, Nanczułka Mała, Nanczułka Wielka, Niedzielna, Płoskie, Potok Wielki, Spas, Strzyłki, Terszów, Topolnica Rustykalna, Topolnica Szlachecka, Turze, Tycha, Tysowica i Wiciów.